# Knowing
Knowing (vaak geschreven als Know1ng) is een Amerikaanse sciencefiction-actiefilm uit 2009 onder regie van Alex Proyas. Hoofdrollen worden vertolkt door Nicolas Cage, Rose Byrne en Chandler Canterbury.

## Verhaal

### Proloog
Een docente aan de basisschool William Dawes Elementary School geeft in 1959 alle leerlingen uit haar klas de opdracht om een tekening te maken. Daarin moeten ze laten zien hoe zij denken dat de wereld er over vijftig jaar zal uitzien. Alle tekeningen worden opgeborgen in een tijdcapsule, die wordt begraven onder een speciale plaat bij de school. Vijftig jaar later worden de tekeningen door een klas van dat schooljaar uit de grond gehaald, om te zien wat er van de verwachtingen is uitgekomen.
Alle leerlingen slaan ijverig aan het tekenen, behalve het in zichzelf gekeerde meisje Lucinda Embry. Zij schrijft haar hele blad vol met reeksen getallen. De lerares grist dit nog voor ze klaar is uit haar handen en stopt haar blad ook in de tijdscapsule.

### Hoofdverhaal
Vijftig jaar later geeft astrofysicaprofessor Jonathan "John" Koestler (Nicolas Cage) les aan de Massachusetts Institute of Technology (MIT). Hij vormt een huishouden met zijn zoontje Caleb (Chandler Canterbury) en drinkt somberend elke avond stevig door. Johns vrouw (Calebs moeder) Allison (Adrienne Pickering) is namelijk een jaar geleden overleden bij een hotelbrand.
Caleb behoort tot de klas die de ceremonie bijwoont wanneer de tijdcapsule omhoog gehaald wordt. Iedere leerling krijgt een enveloppe met daarin een van de indertijd gemaakte tekeningen. Caleb krijgt echter het blaadje vol cijferreeksen. Hoewel hij geacht wordt het papier op school achter te laten, neemt hij het mee naar huis. Wanneer John per ongeluk zijn drankglas op het papier zet, valt hem op dat in de kring die het glas achterlaat de nummers 911012996 achter elkaar staan. Wanneer hij hierbij leestekens en spaties aanbrengt, leest hij de datum 9-11-'01 (11 september 2001, in de Verenigde Staten komt de maand voor de dag in data). Wanneer hij op internet de aanslagen op 11 september 2001 opzoekt, ontdekt hij bovendien het slachtofferaantal 2996.
Wanneer John de rijen getallen verder onderzoekt, blijken ze stuk voor stuk overeen te komen met data en slachtofferaantallen van verscheidene ongelukken en rampen uit de afgelopen vijftig jaar. Later realiseert hij zich dat zelfs de precieze coördinaten van waar die plaatsvonden, staan aangegeven. Hij schrikt helemaal als hij ontdekt dat er drie getallenreeksen op het vel staan die betrekking hebben op rampen in de toekomst. Hoewel hij luidkeels aan de bel trekt, is er niemand die zijn verhaal serieus neemt. Ook niet wanneer John zich op exact de goede tijd en plaats bevindt van een vliegtuigongeluk dat plaatsvindt.
Wanneer vervolgens ook de tweede voorspelling exact zoals aangegeven uitkomt, begint John zich af te vragen wat de laatste twee tekens betekenen. Er staan namelijk op het blad twee gespiegelde drukletters E. In de hoop te achterhalen van wat waarschijnlijk komen gaat, vindt John Diana Wayland (Rose Byrne). Zij is de dochter van de inmiddels overleden Lucinda. Hoewel Diana Lucinda's huis in het bos geërfd heeft, is ze daar nooit geweest. Ze wil in eerste instantie ook niets met Johns vage verhaal van doen hebben en het verleden vergeten, maar raakt uiteindelijk wel overtuigd als ze later het nieuws hoort over de metroramp die John voorspeld had. Wanneer ze samen op zoek gaan naar aanwijzingen in Lucinda's huisje, vinden ze de onderkant van haar bed bekrast met telkens dezelfde twee tekens. Maar John en Diana komen nu ook te weten dat de tekens "Everyone Else" ("alle anderen") betekenen.
Ze zijn er allebei direct van overtuigd dat dit gaat over het einde van de wereld. Maar in dit geval staan er geen coördinaten op het blad geschreven. John wil deze zo snel mogelijk te weten komen en ontdekt dat Lucinda haar lijst nog niet had vervolledigd. De docente had namelijk het blad uit haar handen getrokken terwijl ze nog bezig was. Hij gaat naar de school en neemt de deur mee waar Lucinda volgens de docente met haar nagels op had gekrast. Hij merkt op dat ze de rest van de getallen met haar nagels op de deur "schreef". Aan de hand van deze getallen denkt hij de plaats te weten te komen waar ze veilig zijn voor de ramp die de hele wereld zal vernietigen. John meldt dat het einde van de wereld nabij is en wordt uiteindelijk geloofd. Het blijkt dat een extreem grote zonnevlam de oorzaak zal zijn.
Eenmaal aangekomen op de plaats die overeenstemt met de ontdekte coördinaten, blijkt dat alleen de dochter van Diana (Abby) en Caleb in leven kunnen blijven door de planeet te verlaten. De aarde krijgt bezoek van buitenaardse wezens die Abby en Caleb in een ruimtevaartuig meenemen naar een planeet die voor een mooie toekomst kan zorgen. In een shot vanuit de ruimte naar de aarde zien we dat vanaf vele andere plekken andere ruimtevaartuigen vertrekken.
Het voorspelde einde van de wereld vindt uiteindelijk plaats. De volledige planeet wordt vernietigd door een zonnevlam. Caleb en Abby zijn echter door de buitenaardse wezens veilig op een andere planeet ergens in het universum afgezet, waar zij het voortbestaan van de mensheid kunnen verzekeren.

## Rolverdeling
| Acteur                | Personage                          | Opmerkingen                                     |
| --------------------- | ---------------------------------- | ----------------------------------------------- |
| Nicolas Cage          | Professor Jonathan "John" Koestler | Vader van Caleb                                 |
| Chandler Canterbury   | Caleb Koestler                     | Zoon van John                                   |
| Nadia Townsend        | Grace Koestler                     | Zus van John                                    |
| Alan Hopgood          | Dominee Koestler                   | Vader van John                                  |
| Adrienne Pickering    | Allison Koestler                   | Vrouw van John                                  |
| Ben Mendelsohn        | Professor Phil Beckman             | Collega van John                                |
| Liam Hemsworth        | Spencer                            | Student in de klas van John                     |
| Rose Byrne            | Diana Wayland                      | Dochter van Lucinda                             |
| Lara Robinson         | Lucinda Embry Abby Wayland         | Dochter van Diana                               |
| Danielle Carter       | Mevrouw Taylor                     | 1959                                            |
| Alethea McGrath       | Mevrouw Taylor                     | 2009                                            |
| Karen Hadfield        | Buitenaards wezen                  | Nemen Caleb en Abby mee naar een andere planeet |
| Joel Bow              | Buitenaards wezen                  | Nemen Caleb en Abby mee naar een andere planeet |
| Maximillian Paul      | Buitenaards wezen                  | Nemen Caleb en Abby mee naar een andere planeet |
| Daniel Graeme Maloney | Buitenaards wezen                  | Nemen Caleb en Abby mee naar een andere planeet |

## Achtergrond

### Productie
Het verhaal van Knowing werd oorspronkelijk geschreven door Ryne Douglas Pearson. De verfilming zou worden geproduceerd door Columbia Pictures, met Rod Lurie en Richard Kelly als regisseurs. Het project kwam echter niet van de grond en Columbia verloor interesse in het scenario. Het project werd hierna overgenomen door Escape Artists. Zij lieten het scenario herschrijven door Stiles White en Juliet Snowden. Regisseur Alex Proyas werd in februari 2005 aan de film toegewezen. Summit Entertainment financierde de film en nam de distributie op zich. Het scenario werd voordat de productie van start ging nog eenmaal herschreven door Proyas en Stuart Hazeldine.
De productie begon in maart 2008, in Melbourne. Proyas hoopte met “Knowing” The Exorcist te overtreffen.
De film speelt zich af in Lexington, Massachusetts, maar is opgenomen in Australië. Onder andere Geelong Ring Road, het Melbourne Museum, Mount Macedon, en Collins Street werden gebruikt als filmlocaties. Voor de school werd de Camberwell High School gebruikt.
Binnenopnames zijn gemaakt in het Australian Synchrotron, het Haystack Observatory in Westford, Massachusetts, en de Melbourne Central City Studios in Docklands.
Proyas was de eerste regisseur die een digitale camera gebruikte voor het opnemen van een film. De film is opgenomen met een Red One camera.

### Uitgave en ontvangst
Knowing werd in de Verenigde Staten en Canada uitgebracht in 3332 bioscopen. De film bracht in het openingsweekeinde 24.604.751 dollar op. Daarmee stond de film op de eerste plaats in de ranglijsten. De wereldwijde opbrengst kwam uit op 183.260.464 dollar.
Knowing ontving gemengde tot negatieve reacties van critici. Op Rotten Tomatoes scoort de film 33 % aan goede beoordelingen op basis van recensies door professionele critici. De algemene score is 50 %. Op Metacritic scoort de film 41 punten op een schaal van 100.
A. O. Scott van de New York Times en Michael O'Sullivan van de Washington Post gaven de film negatieve beoordelingen. Roger Ebert daarentegen gaf de film de hoogst mogelijke beoordeling (vier sterren).

## Prijzen en nominaties
In 2010 werd Knowing genomineerd voor drie prijzen, maar won er geen:
- De Saturn Award voor beste sciencefictionfilm
- De VES Award voor Best Single Visual Effect of the Year
- De Young Artist Award voor Best Performance in a Feature Film - Supporting Young Actor (Chandler Canterbury)